# Martina Rettenwender
Martina Rettenwender (25 giugno 1995) è un'ex sciatrice alpina austriaca.

## Biografia
Originaria di Altenmarkt im Pongau e attiva in gare FIS dal dicembre del 2010, in Coppa Europa la Rettenwender ha esordito il 13 gennaio 2014 a Innerkrems in combinata (31ª) e ha colto l'unico podio il 28 febbraio 2018 a Crans-Montana in discesa libera (3ª). Si è ritirata al termine della stagione 2018-2019 e la sua ultima gara è stata il supergigante dei Campionati austriaci 2019, il 22 marzo a Saalbach-Hinterglemm, nel quale la Rettenwender ha vinto la medaglia di bronzo; non ha debuttato in Coppa del Mondo né preso parte a rassegne olimpiche o iridate.

## Palmarès

### Coppa Europa
- Miglior piazzamento in classifica generale: 22ª nel 2018
- 1 podio:
  - 1 terzo posto

### Campionati austriaci
- 1 medaglia:
  - 1 bronzo (supergigante nel 2019)